# Узундара
Узундара чи узундере (азерб. Uzundərə — «довга ущелина»; вірм. Ուզունդարա) — народний жіночий сольний танець, який часто виконується на весіллях. Поширений по всьому Закавказзю.У минулому — обрядовий танець нареченої.

## Музична характеристика
Музичний розмір — 6/8 (також існують версії в розмірі 7/8, з подовженням першої ноти в два рази). Темп — помірний. Лад — шутер. Для мелодики танцю характерна насиченість мелізматикою, плавність розгортання. Типовий прийом мелодійного розвитку — варіювання дво-, три- і чотиритактових мотивів.

## Походження
Зародився в Нагірному Карабасі, в місцевості Узундере («довга долина»), що знаходиться між Агдамом і селом Карванд. Був танцем нареченої, яку перед весіллям проводили через цю ущелину. Поширений в Азербайджані і серед карабахських вірмен. У збірнику «Азербайджанские народные танцы» висловлено припущення, що танець поширився серед карабахських вірмен в результаті їх проживання в тісному сусідстві з азербайджанцями.
Спочатку був пов'язаний з весільним обрядом, під час якого виконувався нареченою, символізуючи її прощання з батьківським домом. У теперішній час втратив своє обрядове значення і зараз є одним з найпопулярніших жіночих танців Азербайджану.